# ワシントン・ナショナルズ (1886-1889年)

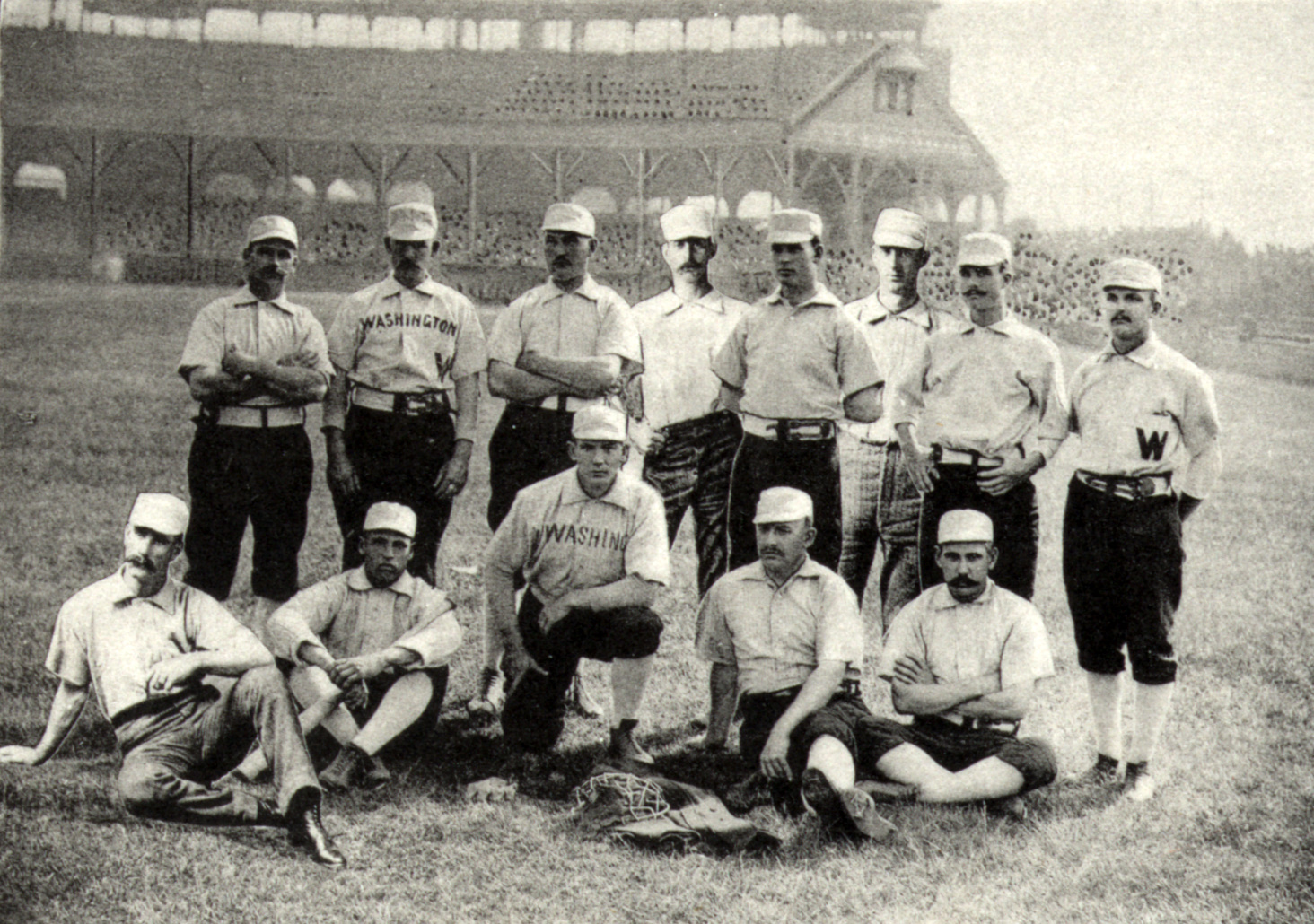
ワシントン・ナショナルズ(1888年)

ここでは1886年から1889年にかけて、アメリカ合衆国ワシントンD.C.を本拠地とし、ナショナルリーグに加盟していたワシントン・ナショナルズ（Washington Nationals）について記述する。

## 球団史
1884年に2つの「ナショナルズ」が解散した後、1886年に設立されナショナルリーグに加盟した。「セネターズ」や「ステイツメン」とも呼ばれていたようである。後にアメリカンリーグでアスレチックスを率い、アメリカ野球殿堂入りしたコニー・マックが選手時代に所属していた球団である。
1年目の1886年に28勝92敗という散々な結果に終わり、翌年投の中心としてボストン・レッドキャップス（現ブレーブス）で投げていたジム・ホイットニーを据えるが投手力の弱さを解消できなかった。打つ方ではポール・ハインズ、ダミー・ホイ、ビリー・オブライエンなどが攻撃の中心で、1887年にビリー・オブライエンがリーグ最多の19本塁打を放ち、翌1888年にはダミー・ホイがリーグ最多盗塁を記録するなどの活躍をしたが、チームはなかなか勝てなかった。結局ナショナルリーグに4シーズン参加し最下位が3度、勝率が4割を超えたことが一度もなく、4シーズンで延べ6人が監督をつとめるなど不安定な戦いぶりだった。1889年シーズンが終了した後、新たな野球リーグであるプレイヤーズ・リーグ創設の動きにあわせ、チームの主力選手が大量に移籍しチームは解散する。主力だった選手達は、翌1890年に「バッファロー・バイソンズ」を結成してプレイヤーズ・リーグでプレーした。

## 戦績
| 年度   | リーグ | 試合 | 勝利 | 敗戦 | 勝率 | 順位 | 監督                                      | 本拠地              |
| ------ | ------ | ---- | ---- | ---- | ---- | ---- | ----------------------------------------- | ------------------- |
| 1886年 | NL     | 125  | 28   | 92   | .233 | 8位  | マイク・スキャンロン ジョン・ギャフニー   | Swampdoodle Grounds |
| 1887年 | NL     | 126  | 46   | 76   | .377 | 7位  | ジョン・ギャフニー                        | Swampdoodle Grounds |
| 1888年 | NL     | 136  | 48   | 86   | .358 | 8位  | ウォルター・ヒューイット テッド・サリバン | Swampdoodle Grounds |
| 1889年 | NL     | 127  | 41   | 83   | .331 | 8位  | ジョン・モリル アーサー・アーウィン       | Swampdoodle Grounds |

## 所属した主な選手
- ポール・ハインズ
- ダミー・ホイ：1888年にリーグ最多盗塁。
- ビリー・オブライエン：1887年に最多本塁打（19本）
- コニー・マック：後年監督としてアメリカ野球殿堂入り。
- ジム・ホイットニー：通算191勝204敗。

## 主な球団記録
- 通算安打：299（ポール・ハインズ）
- 通算本塁打：28（ビリー・オブライエン）
- 通算打点：139（ビリー・オブライエン）
- 通算盗塁：117（ダミー・ホイ）
- 通算防御率：3.15（ジム・ホイットニー）
- 通算勝利数：42（ジム・ホイットニー）